# 퓨어스크립트
퓨어스크립트(PureScript)는 스트롱(strong)형, 순수 함수형 프로그래밍 언어이다. 자바스크립트로 컴파일된다. 웹 애플리케이션, 서버 사이드 앱, 그리고 일렉트론을 활용한 데스크톱 애플리케이션 개발에 사용할 수 있다. 문법은 하스켈과 대부분 호환된다. 하스켈과 대조적으로 퓨어스크립트는 엄격한 평가 전략을 고수한다.

## 역사
2013년 필 프리먼이 처음 설계하였다. 하스켈을 자바스크립트로 컴파일하려는 다른 시도들(예: Fay, Haste, GHCJS)에 만족하지 못했기 때문에 퓨어스크립트 작업에 착수했다.

## 예시
퓨어스크립트로 작성된 최소한의 "Hello, World!" 프로그램의 예시는 다음과 같다.
```
module
 
Main
 
where

import
 
Effect.Console
 
(
log
)

main
 
=
 
log
 
"Hello World!"

```

## 같이 보기
- Elm
- 타입스크립트